# سوشال‌بیکرز
سوشال‌بیکرز (انگلیسی: Socialbakers) شرکت فناوری اطلاعات در جمهوری چک است، که در سال ۲۰۰۸ تأسیس شد.